# Indium(III)-sulfid
Indium(III)-sulfid ist eine anorganische chemische Verbindung von Indium und Schwefel und neben Indium(I)-sulfid und Indium(II)-sulfid eines der bekannten Indiumsulfide. Es ist ein unter Normalbedingungen rotes Salz, das aus wässriger Lösung ausgefällt werden kann.

## Gewinnung und Darstellung
Indium(III)-sulfid kann durch Reaktion von Indium(III)-oxid mit Schwefelwasserstoff bei 700 °C gewonnen werden.
{\displaystyle \mathrm {In_{2}O_{3}+3\ H_{2}S\longrightarrow In_{2}S_{3}+3\ H_{2}O} }
Die Tieftemperaturmodifikation kann durch Ausfällen einer essigsauren, acetatgepufferten In(III)-Salzlösung mit Schwefelwasserstoff gewonnen werden.

## Eigenschaften
Es sind insgesamt drei Modifikationen des Indium(III)-sulfids bekannt. Diese können durch Änderung der Temperatur ineinander umgewandelt werden. Bis 450 °C ist die β-Modifikation stabil. Diese besitzt eine rote Farbe und eine tetragonal-innenzentrierte Kristallstruktur (Raumgruppe I41/amd (Raumgruppen-Nr. 141)) Sie besteht aus einer verzerrten kubisch-dichtesten Kugelpackung von Schwefelatomen, deren Tetraeder- und Oktaederlücken teilweise mit Indiumatomen besetzt sind. Oberhalb von 450 °C geht Indium(III)-sulfid in die bis 750 °C stabile α-Modifikation über. Diese ist eine Spinellstruktur mit Defekten und γ-Aluminiumoxid isotyp (Raumgruppe: Fd3m (Nr. 227)). γ-Indium(III)-sulfid ist die zwischen 750 °C und dem Schmelzpunkt stabile Form des Indium(III)-sulfids. Diese bildet eine kubisch dichteste Packung von Schwefelatomen mit Indium in allen Oktaederlücken. Die Raumgruppe ist P3m1 (Nr. 164).

## Verwendung
Indium(III)-sulfid ist ein n-Halbleiter mit einer Bandlücke von 2–2,2 eV. Als solcher kann das Material als Pufferschicht in Solarzellen eingesetzt werden. Dabei soll es das giftige Cadmiumsulfid ablösen.